# اربال آتابایف
اربال آتابایف (قرقیزی: Эрбол Атабаев؛ زادهٔ ۱۵ اوت ۲۰۰۱) بازیکن فوتبال اهل روسیه است.
از باشگاه‌هایی که در آن بازی کرده‌است می‌توان به باشگاه فوتبال دینامو مخاچ‌قلعه، باشگاه فوتبال وولگار آستراخان، و باشگاه فوتبال عبدیش-آتا قند اشاره کرد.
وی همچنین در تیم ملی فوتبال قرقیزستان بازی کرده‌است.